# کونیگهایم
کونیگهایم (به آلمانی: Königheim) یک شهر در آلمان است که در ماین-تاوبر واقع شده‌است. کونیگهایم ۳٬۲۸۶ نفر جمعیت دارد.